# Friedrich Knoke
Karl Ludwig Friedrich Knoke (* 9. Januar 1844 in Schmedenstedt; † 22. Oktober 1928 in Osnabrück) war ein deutscher Altphilologe, Heimatforscher und Direktor des Osnabrücker Ratsgymnasiums.
Bekannt wurde Knoke durch seine umstrittenen Theorien zum Ort der Varusschlacht im Jahr 9 n. Chr., in welcher der Cheruskerfürst Arminius als Oberbefehlshaber der germanischen Aufständischen drei römische Legionen unter Führung des Statthalters Publius Quinctilius Varus vernichtend schlug. Knokes Name ist mit einem Schabernack seiner Schüler verbunden, die ihm bei Ausgrabungen an einem von Knoke als Tumulus identifizierten Erdhügel in Bad Iburg im südlichen Landkreis Osnabrück eine Tonscherbe unterschmuggelten. Die Scherbe enthielt eine Inschrift mit dem lateinischen vorgeblichen Gruß Varus’ an Knoke.

## Leben
Friedrich Knoke war der Sohn von Johann Heinrich Gottlieb Knoke (1798–1880) und Marie Sophie Knoke, gebürtig Brackebusch (1806–1870). Er hatte sieben ältere Geschwister, drei Brüder und vier Schwestern. Mit ihnen verbrachte er Kinderjahre in Walsrode, besuchte das Lyzeum in Hannover und studierte Philologie und Geschichte an der Universität Erlangen sowie der Georg-August-Universität Göttingen. Während seines Studiums wurde er im Wintersemester 1863/64 Mitglied der Burschenschaft Germania Erlangen.
1871 legte Knoke das Staatsexamen ab. Anschließend war er zunächst als Hauslehrer der Kinder eines Gutsherrn im Baltikum tätig, unterrichtete 1872 am evangelischen Gymnasium Andreanum in Hildesheim und wechselte 1873 an das Gymnasium in der Residenzstadt Dessau. 1874 wurde er mit der Dissertation Der Investiturstreit nach den Streitschriften der Zeit promoviert.
Am 23. September 1874 heiratete er Elisabeth Mohr (1854–1923). Das Paar hatte fünf Söhne, die zwischen 1875 und 1889 geboren wurden.
Nach seinem Wechsel 1875 an das Karlsgymnasium in Bernburg (Saale) wurde er dort zunächst 1877 zum Oberlehrer und zehn Jahre später zum Professor ernannt. Von Bernburg ging er 1889 an das Gymnasium in Zerbst/Anhalt und 1892 nach Osnabrück, wo er Direktor des Ratsgymnasiums wurde. 1913 erhielt er den Titel eines Geheimen Studienrats. 1914 wurde er Denkmalpfleger für den Regierungsbezirk Osnabrück. Am Ratsgymnasium war er bis zu seinem Eintritt in den Ruhestand tätig.
Im öffentlichen Leben Osnabrücks übernahm Knoke eine Reihe von Ehrenämtern. Von 1912 bis zu seinem Tod leitete er den Historischen Verein zu Osnabrück, war Mitglied und Vorsitzender des Nationalliberalen Hauptvereins, Vorsitzender des Kirchenvorstands der Evangelisch-lutherischen Kirchengemeinde St. Marien und war im Ausschuss des Osnabrücker Museums tätig.
Beigesetzt wurde er auf dem Hasefriedhof in Osnabrück.

## Knoke und der Ort der Varusschlacht
Bereits ehe Knoke 1892 nach Osnabrück zog, hatte er sich mit der Römerzeit in Germanien beschäftigt. Sein vornehmliches Interesse galt dem Ort der Varusschlacht. Knoke war kein Archäologe und setzte auf die altphilologischen Quellen, um seine Theorien anschließend mit Grabungen zu stützen.
Zunächst vermutete er den Ort der Varusschlacht im Habichtswald bei Leeden im Tecklenburger Land und nahm dort Ausgrabungen vor. Diese Theorie wurde von Fachleuten heftig kritisiert. Nachdem er erste Funde in Bad Iburg gemacht hatte, nahm er von dieser Theorie Abstand. Den damaligen Flecken Iburg fasste er bereits im Jahr 1900 in seiner Schrift Das Varuslager bei Iburg als Ort der Schlacht im Teutoburger Wald ins Auge. Seine Theorie fand neben denen Theodor Mommsens und Klostermeyer-Delbrücks, der den Zug der Varus-Legionen nach Süden zum Römerlager Haltern annahmen, Aufnahme in einen Atlas, der damals als historischer Schulatlas das Standardwerk war. Die Ausgabe aus dem Jahr 1916 von Putzgers Historischer Schulatlas aus dem Verlag Velhagen & Klasing stellte in einer Übersichtskarte die drei Theorien gleichgewichtig dar.
Im Offenen Holz, einem Waldstück an der nördlichen Stadtgrenze Bad Iburgs, am Fuße des Dörenbergs westlich der Bundesstraße 51 gelegen, wurden Mitte der 1920er Jahre bei Vorarbeiten für den Bau des Freibads am Kolbach Tonscherben gefunden, die Knoke zur Beurteilung zugingen. Knoke ordnete sie sogleich als römisch ein und begann im August 1926 mit Grabungen an einem mit Buchen bestandenen lehmigen Erdhügel, der vom Kolbach geteilt war. Knoke hielt den 24 Meter langen Hügel bald für einen Tumulus, den der römische Feldherr Germanicus Jahre nach der Varusschlacht für die Bestattung der im Jahre 9 n. Chr. gefallenen römischen Soldaten habe anlegen lassen. Knoke schloss daraus, das sich hier die Schlacht am Teutoburger Wald ereignet habe. Als deutlichstes Indiz der römischen Herkunft einer Reihe von Funden, darunter zwei vollständige Tontöpfe und eine größere Zahl von Scherben, deutete er einen Stempel auf einer Scherbe. Er zeigt ein nach Knokes Interpretation achtspeichiges Rad. Er veröffentlichte seine Erkenntnisse in den Osnabrücker Mitteilungen des Historischen Vereins und erntete alsbald Kritik, neben anderen von dem Prähistoriker Carl Schuchhardt aus Hannover. Knoke verteidigte seinen Standpunkt hartnäckig in einer Vielzahl von Veröffentlichungen, dabei wehrte er sich nicht selten polemisch auch in der Presse gegen Kritik.
Spätere Untersuchungen der Knokeschen Fundstücke und des Erdhügels ergaben weitere Theorien über dessen Entstehen. Die Tonscherben wurden nach Ausgrabungen in Osnabrück, die vergleichbare Funde zu Tage brachten, der Region Osnabrück und dem 13./14. Jahrhundert zugeordnet. Dass der Erdhügel Überreste einer mittelalterlichen Töpferei barg, ist nach jüngeren Erkenntnissen wenig wahrscheinlich. Möglicherweise handelte es sich bei Knokes Tumulus um eine Abfallhalde der Iburger Benediktinerabtei. Die Mönche des Klosters nutzten den Bennosteinbruch am Dörenberg zur Beschaffung von Baumaterial und unterhielten eine Wasserleitung vom Dörenberg zum Kloster, um dieses mit Trinkwasser zu versorgen.

## Varus’ Gruß an Knoke
Im kollektiven Gedächtnis der Bevölkerung Osnabrücks und des Landkreises blieb Friedrich Knoke, der zu Ausgrabungen seine Schüler als Helfer hinzuzog, durch eine Begebenheit, die der Osnabrücker Schriftsteller und Kulturhistoriker Ludwig Bäte noch Ende der 1950er Jahre dem damaligen Bundespräsidenten Theodor Heuss bei dessen Besuch in Osnabrück in einer Honoratiorenrunde im Ratskeller erzählte. Bei einer Grabung sei Knoke auf eine lehmverkrustete Tonscherbe gestoßen, die zu einer Amphore zu gehören schien. Nach der Reinigung habe Knoke eine Signatur entdeckt. Sie lautete

„TE SALUTANT; CNOCE; QUINTILIUS VARUS GRATUS TUUS“

„Es grüßt dich, Knoke, dein dankbarer Quintilius Varus“

Bäte berichtete weiter: „Was dann noch geschah, darüber weichen die Angaben der Beteiligten voneinander ab. Einig sind sie sich nur darin, daß die Grabung abgebrochen wurde, ohne daß es zu dem erwarteten Zornesausbruch kam. Wo das nicht registrierte Fundstück geblieben ist, wußte niemand zu sagen.“

## Werke
- Der Investiturstreit nach den Streitschriften der Zeit. Dessau 1874.[6]
- Der Gebrauch von plures bei Tacitus, 1890 (Digitalisat)
- Die Kriegszüge des Germanicus in Deutschland. Berlin 1887. (Volltext-Digitalisat von Google Books)
- Die römischen Moorbrücken in Deutschland. In: Festschrift zur dreihundertjährigen Jubelfeier des Ratsgymnasiums zu Osnabrück 1895, dargebracht vom Lehrerkollegium zu Osnabrück. Osnabrück 1895, S. 1–136. (Volltext-Digitalisat des Sonderdrucks, Berlin 1895, bei Google Books)
- Das Varuslager im Habichtswalde bei Stift Leeden. Berlin 1896. (Volltext-Digitalisat von Google Books)
- Das Caecinalager bei Mehrholz. Berlin 1898.
- Das Schlachtfeld im Teutoburger Walde. Eine Erwiderung. Berlin 1899. (Volltext-Digitalisat von Google Books)
- Das Varuslager bei Iburg. Berlin 1900. (Volltext-Digitalisat von Google Books)
- Die römischen Forschungen im nordwestlichen Deutschland. Eine Entgegnung. Berlin 1900.
- Gegenwärtiger Stand der Forschungen über die Römerkriege im nordwestlichen Deutschland. Eine Entgegnung. Berlin 1903.
- Der Begriff der Tragödie nach Aristoteles., Berlin 1906. (Volltext-Digitalisat von Google Books)
- Neue Beiträge zu einer Geschichte der Römerkriege in Deutschland. Berlin 1907. (Volltext-Digitalisat von Google Books)
- Armin. Der Befreier Deutschlands. Eine quellenmäßige Darstellung. Berlin 1909.
- Der römische Tumulus auf dem Schlachtfelde des Teutoburger Waldes. Weidmannsche Buchhandlung, Berlin 1927.